# Östermalmsskolan

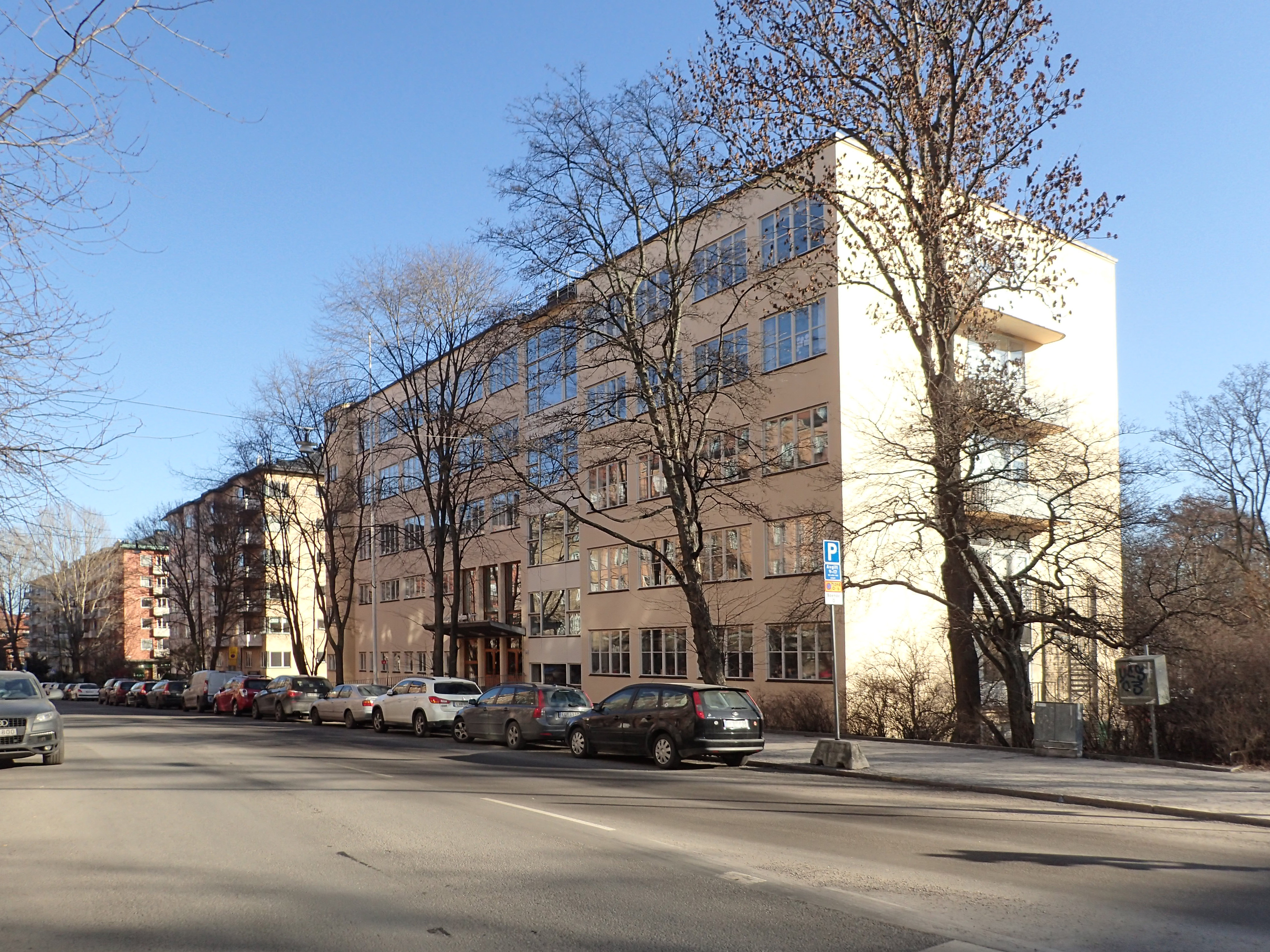
Östermalmsskolan

Östermalmsskolan, tidigare kallad Lyceum, är en kommunal grundskola som ligger i sydvästra delen av Gustaf Adolfsparken utmed Banérgatan 38-40 på Östermalm i Stockholms innerstad. 

## Historik
Skolbyggnaden ritades som Lyceum för flickor av arkitekten David Dahl under sent 1930-tal och invigdes 1939. Från början var det endast en flickskola men har sedan 1968 varit öppen både för flickor och pojkar. Under 1950-talet fanns det även en tennisbana framför skolhuset som numera är en fotbollsplan med konstgräs.

## Historiska bilder
Historiska fotografier tagna av Andreas Feininger 1939. 

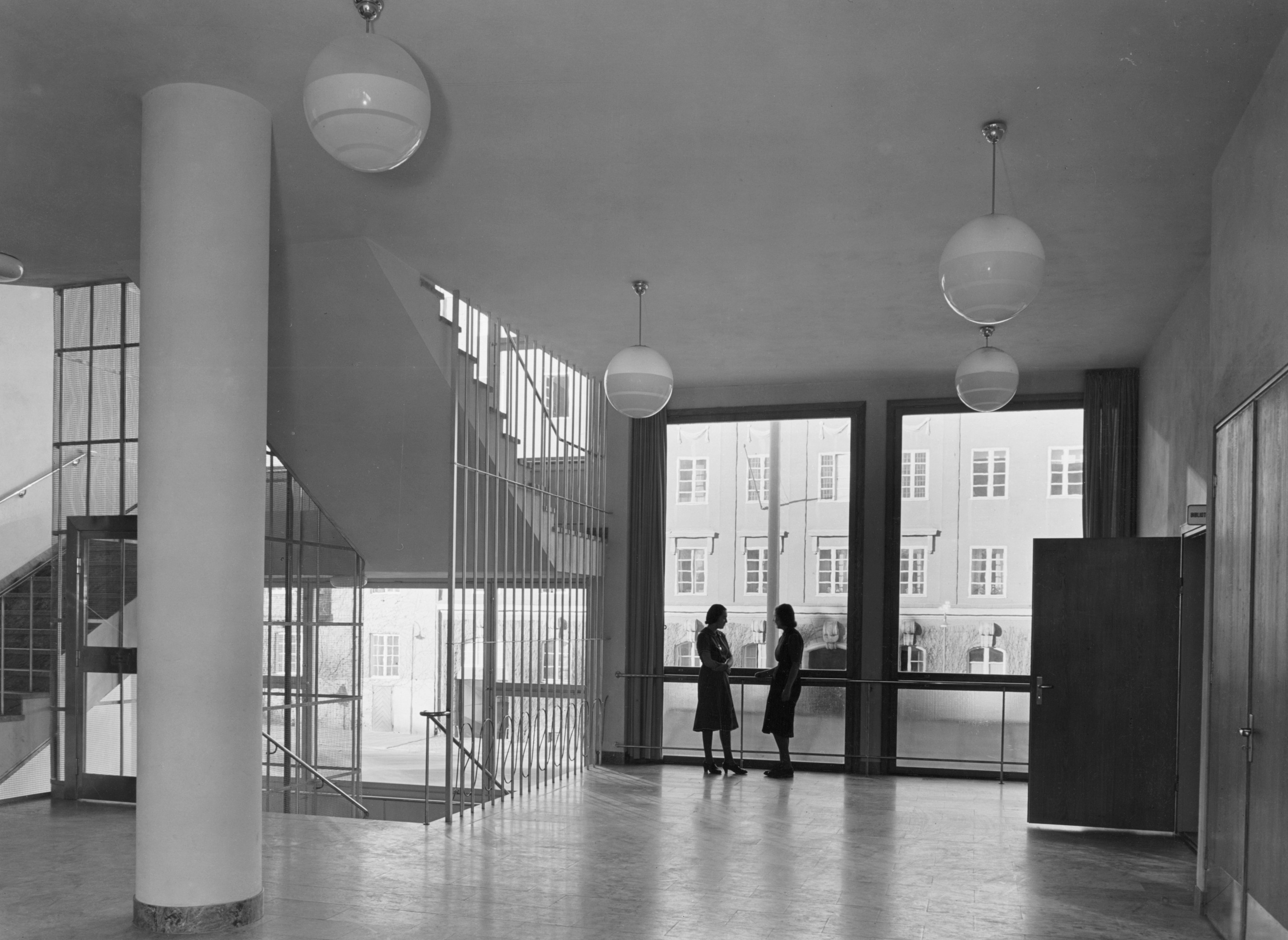
Trapphuset
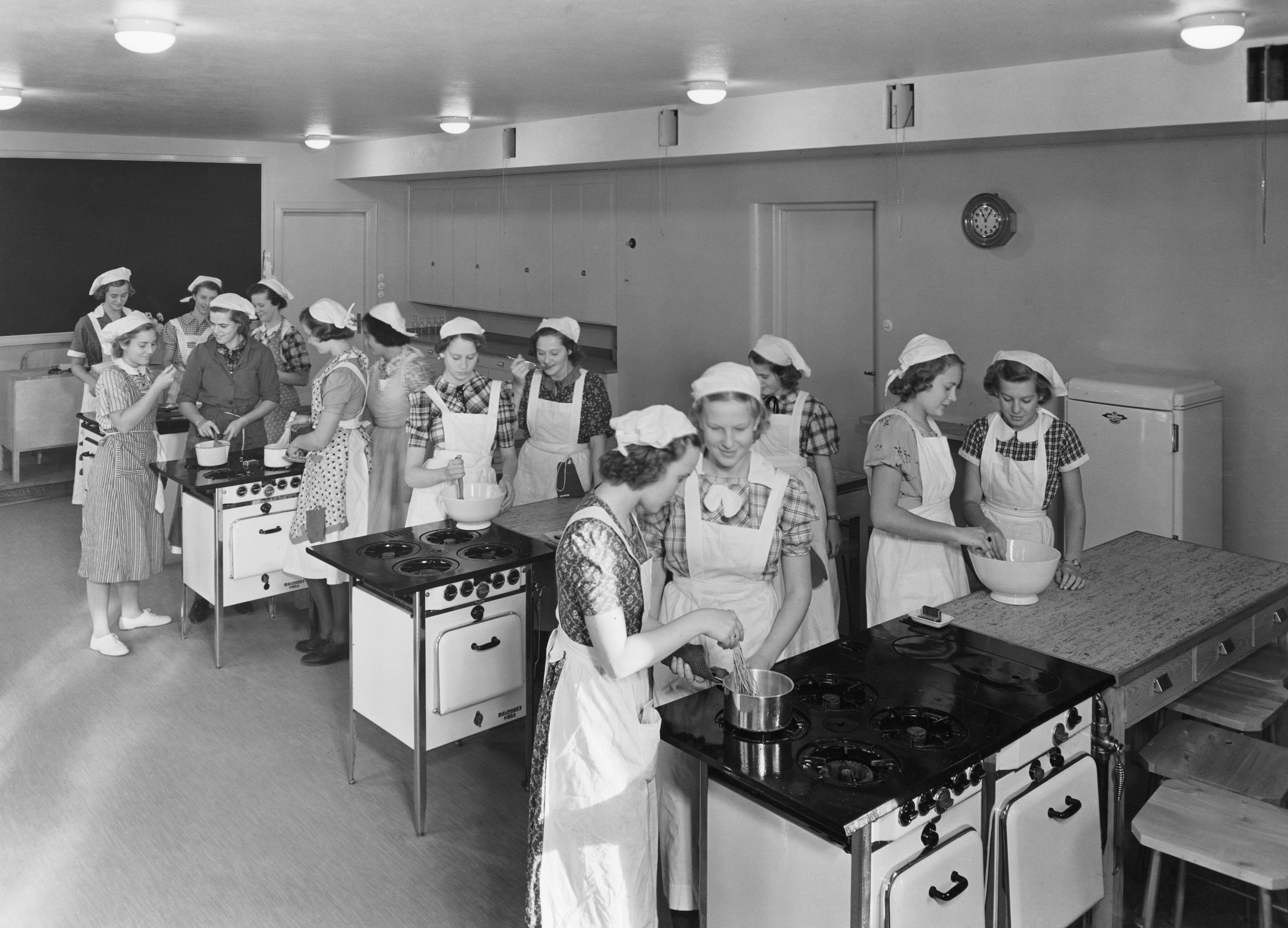
Skolköket
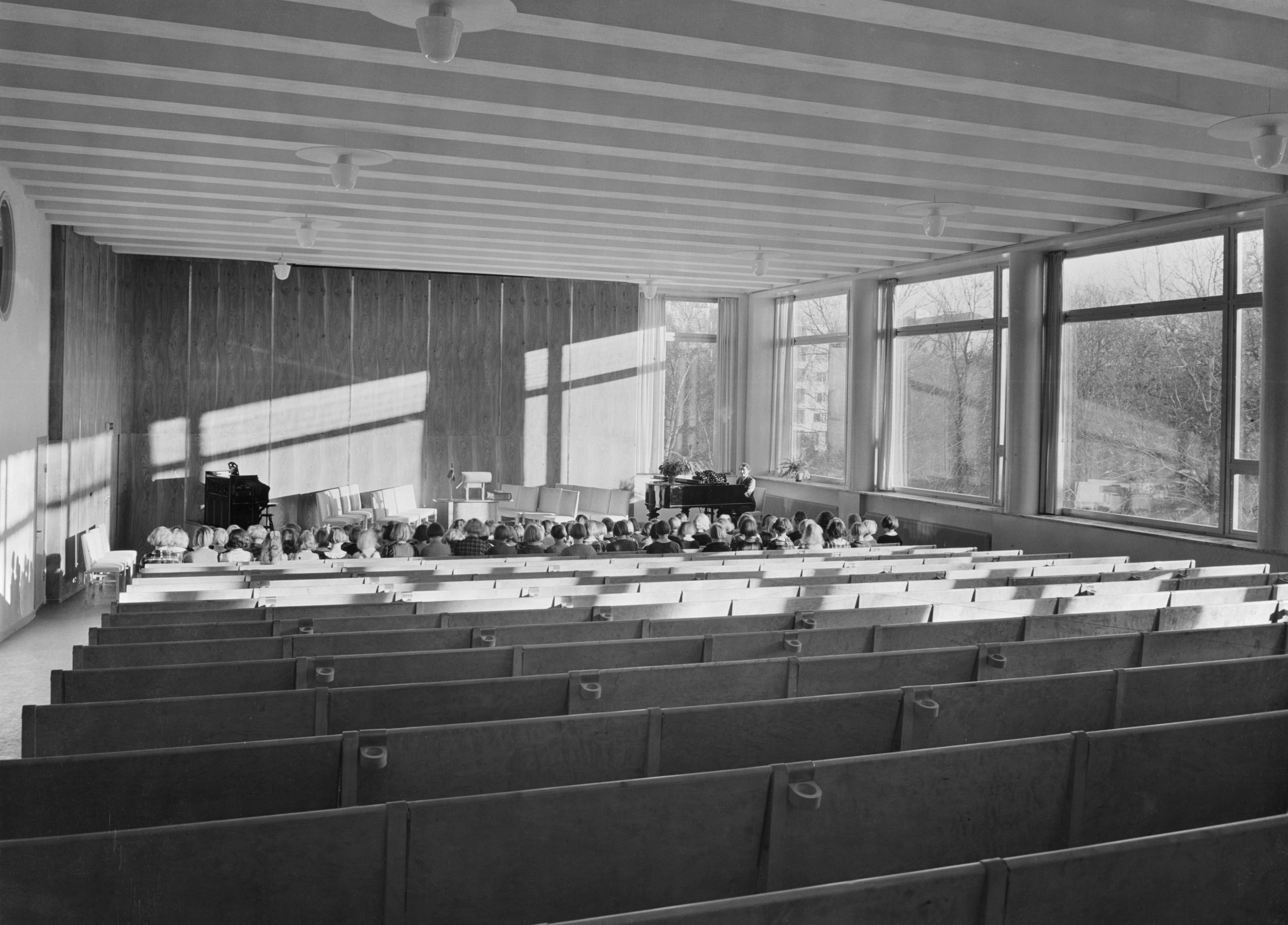
Aulan
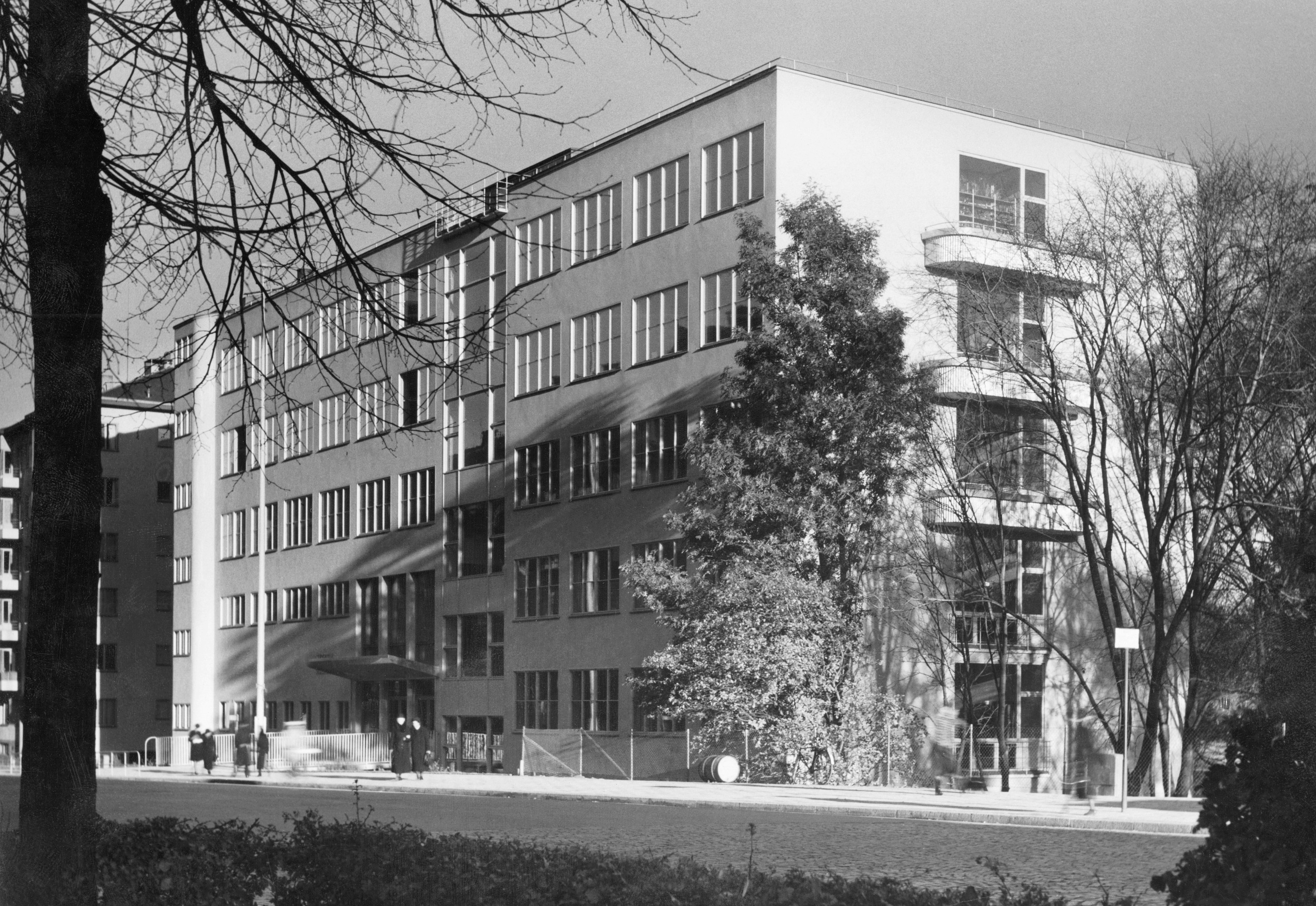
Exteriör

## Nutida bilder

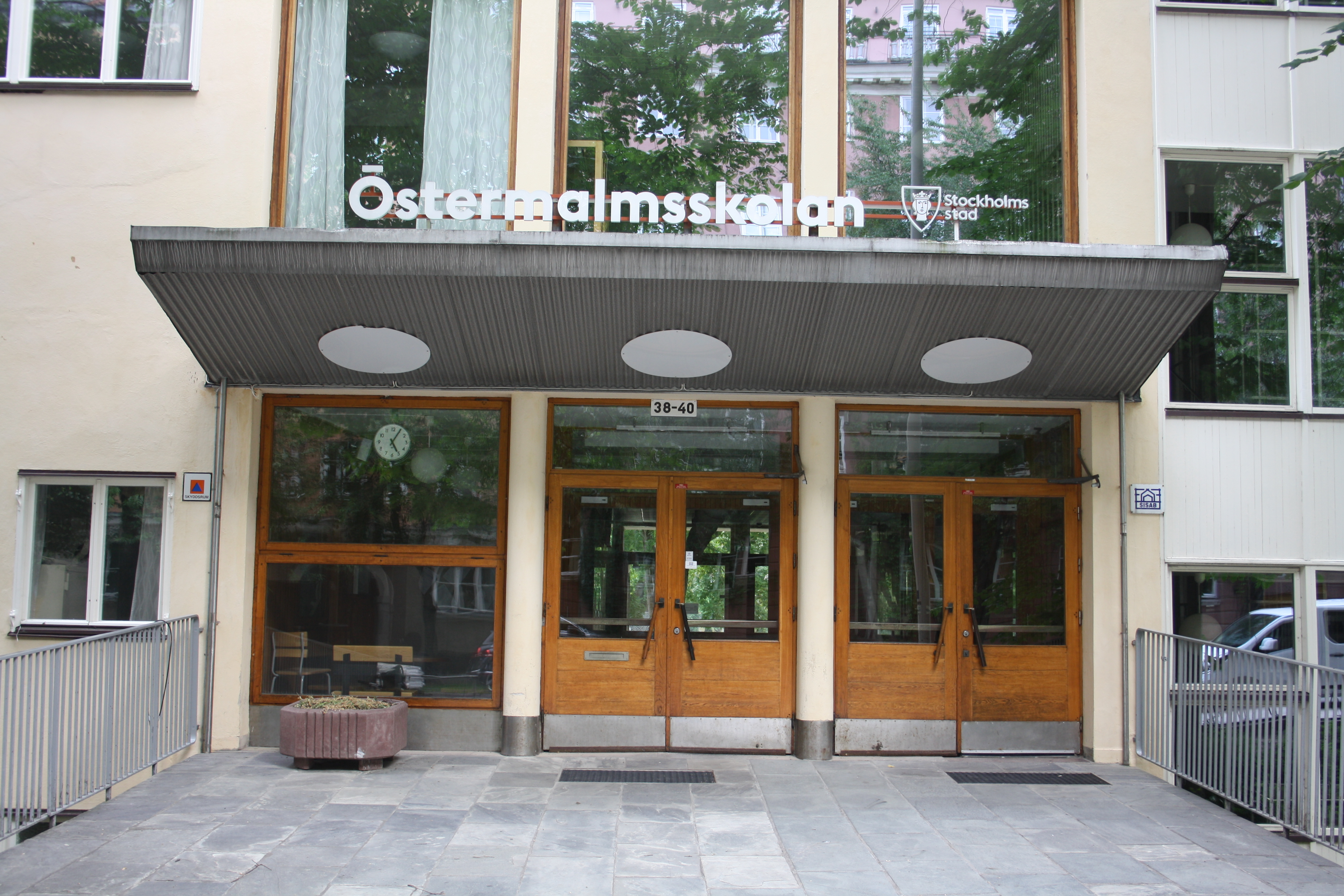
Ingång
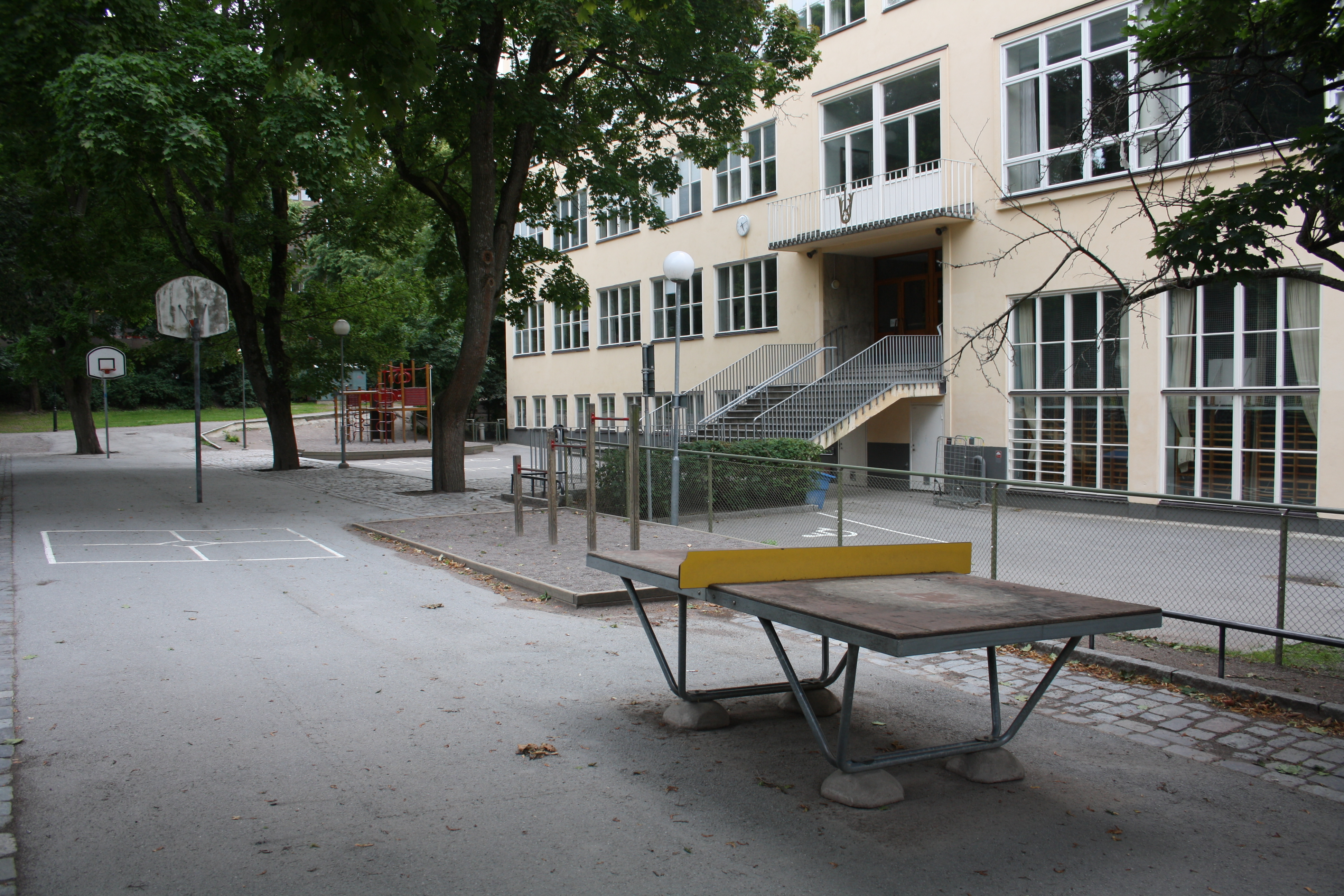
Skolgården
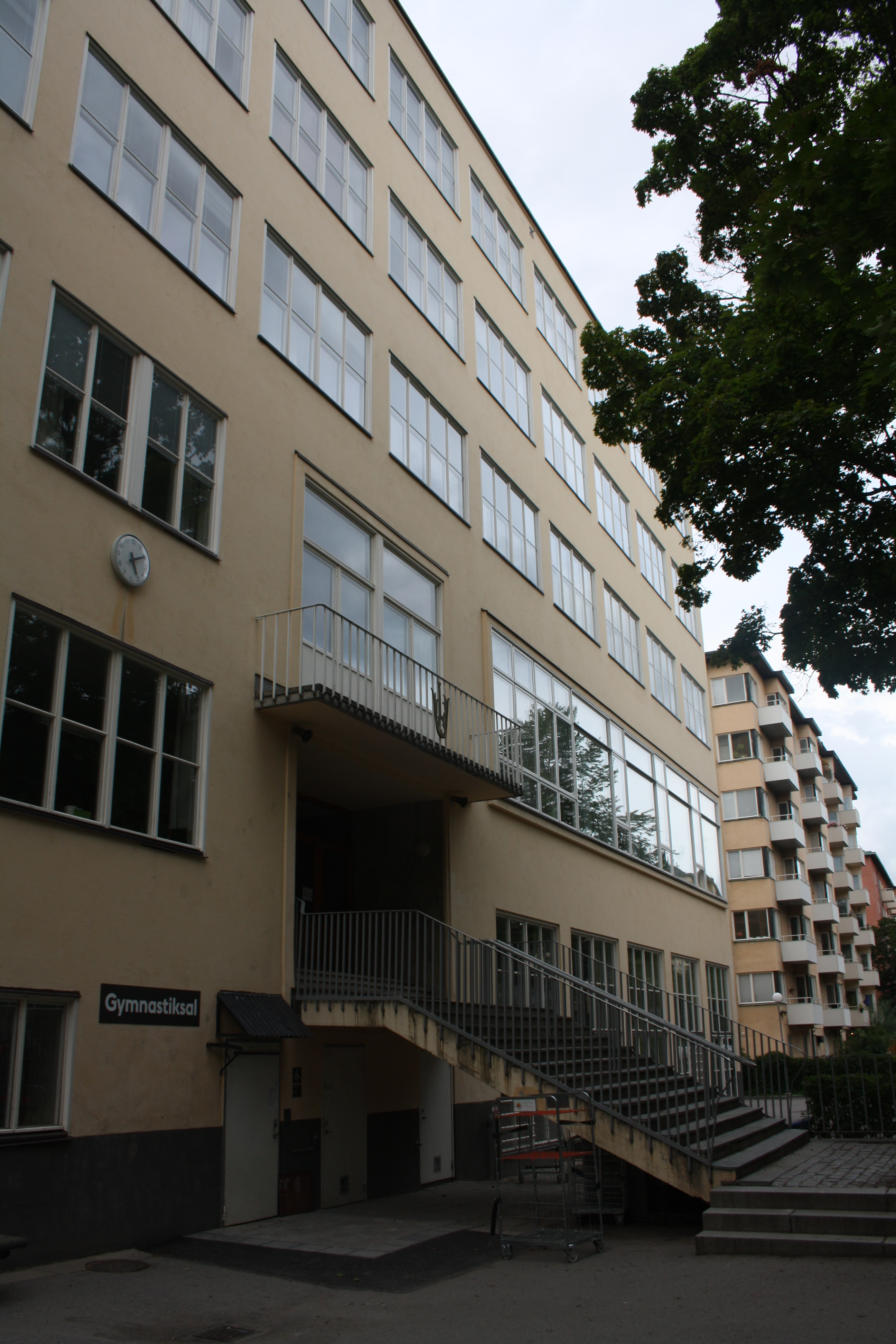
Baksidan